# Joaquín Gil Berges
Joaquín Gil Berges (Jasa, 15 de septiembre de 1834-Zaragoza, 7 de septiembre de 1920) fue un abogado y político español. Diputado por Huesca en las elecciones de 1869, volvería a obtener escaño en el Congreso, ya representando a la circunscripción de Zaragoza, en los sucesivos procesos electorales celebrados entre 1871 y 1898 con la única excepción de los comicios de 1876. Fue ministro de Gracia y Justicia entre el 28 de junio y el 18 de julio de 1873, en un gobierno presidido por Pi y Margall; y ministro de Fomento entre el 8 de septiembre de 1873 y el 3 de enero de 1874, en un gabinete Castelar. 

## Biografía
Nació en la localidad oscense de Jasa el 15 de septiembre de 1834. Fue el segundo hijo de la familia. Estudió la enseñanza secundaria en las Escuelas Pías de Jaca y Zaragoza. En Zaragoza estudió Derecho y se estableció como abogado. En 1868 era el cabeza del Partido Demócrata en Zaragoza. Fue miembro de la Junta Revolucionaria de Zaragoza. Fue elegido diputado a las Constituyentes de 1869 por Huesca y votó en ellas por la forma republicana. Fue diputado de nuevo en las Cortes siguientes, y en las Constituyentes de la República (de las que fue vicepresidente). Fue nombrado ministro de Gracia y Justicia el 27 de junio de 1873 por Pi y Margall. En el siguiente gabinete presidido por Emilio Castelar fue ministro de Fomento e interinamente ministro de Ultramar. Dictó las primeras disposiciones para realizar los estudios del ferrocarril de Canfranc.
Tras la Restauración, y salvo en las Cortes que votaron la Constitución de 1876, fue diputado a Cortes por Zaragoza, y sin interrupción hasta 1899, en que se apartó de la política porque Castelar recomendó acatar la monarquía. Fue director de la Real Sociedad Económica Aragonesa de Amigos del País y decano del Colegio de Abogados de Zaragoza.
Fue presidente del Consejo de Administración de la Sociedad aragonesa para la construcción del ferrocarril a Francia por Huesca, Ayerbe, Caldearenas, Jaca y Canfranc (1882). Esta sociedad tuvo que ceder sus derechos a la Compañía de Caminos de Hierro del Norte de España. Contribuyó al estudio y defensa del Derecho aragonés. Tuvo la iniciativa de convocar el Congreso de Jurisconsultos aragoneses (1880-1881), que presidió. Al discutirse en las Cortes el Código Civil llevó, junto a Franco y López (este en el Senado), el peso de la defensa del Derecho aragonés (discursos de 18 y 19 de junio de 1885 y 2 de abril de 1889). A él se debe el artículo 13 del Código Civil (derogado en 1974), aunque no en los términos exactos por él propuestos. En 1899 fue nombrado presidente de la Comisión que debía elaborar el proyecto de Apéndice del Código Civil correspondiente al Derecho civil de Aragón. Redactó personalmente sus 370 artículos y la amplia exposición de motivos. En 1920 salió al paso de la desacertada doctrina del Tribunal Supremo que negaba vigencia a las normas aragonesas sobre sucesión intestada con un opúsculo titulado irónicamente Los mostrencos en el Tribunal Supremo.

## Obra
- Discurso pronunciado en el Congreso de los Diputados, sobre el Proyecto de Ley de Bases para la formación de un Código civil; Zaragoza, 1885. Dictamen al tema 4. ° (límites que deberían señalarse a la libertad individual en la contratación civil, etc.) del Congreso Jurídico Español; Madrid, 1886.
- Los Mostrencos en el Tribunal Supremo. Estudios sobre la vigencia de las instituciones forales españolas en materia de sucesiones intestadas; Zaragoza, 1920.
- Escribió el prólogo al Diccionario de Latassa', aumentado y refundido por Gómez Uriel.
- Diccionario de voces aragonesas publicado en Huesca, 1916.[1]